# Sesamia
Sesamia é um gênero de traça pertencente à família Arctiidae.